# Магдалена Зденовкова
Магдалена Зденовкова (чеськ. Magdalena Zděnovcová; нар. 17 травня 1978) — колишня чеська тенісистка.
Найвищу одиночну позицію світового рейтингу — 195 місце досягла 15 вересня 2003, парну — 189 місце — 18 грудня 2000 року.
Здобула 3 одиночні та 8 парних титулів туру ITF.
Завершила кар'єру 2006 року.

## Фінали ITF
| Турніри $100,000 |
| Турніри $75,000  |
| Турніри $50,000  |
| Турніри $25,000  |
| Турніри $10,000  |

### Одиночний розряд (3–10)
| Результат | Ранг | Дата              | Турнір                                  | Покриття   | Суперниця         | Рахунок            |
| --------- | ---- | ----------------- | --------------------------------------- | ---------- | ----------------- | ------------------ |
| Поразка   | 1.   | 15 вересня 1996   | Задар, Хорватія                         | Ґрунт      | Міхаела Паштікова | 6–4, 3–6, 3–6      |
| Перемога  | 1.   | 2 лютого 1997     | Рунгстед, Данія                         | Килим (i)  | Кірстін Фрає      | 7–6(7–5), 7–6(7–1) |
| Поразка   | 2.   | 9 березня 1997    | Бухен, Німеччина                        | Килим (i)  | Міріам Шнітцер    | 2–6, 6–4, 5–7      |
| Перемога  | 2.   | 14 червня 1998    | Ленцергайде, Швейцарія                  | Ґрунт      | Патті ван Аккер   | 1–6, 7–6(7–2), 6–4 |
| Поразка   | 3.   | 19 липня 1998     | Чивітанова-Марке, Італія                | Ґрунт      | Зузана Ондрашкова | 2–6, 2–6           |
| Перемога  | 3.   | 30 січня 2000     | Бостад, Швеція                          | Тверде (i) | Гелена Вілдова    | 6–3, 0–6, 6–4      |
| Поразка   | 4.   | 23 липня 2000     | Брюссельський столичний регіон, Бельгія | Ґрунт      | Анаушка ван Ексел | 4–6, 0–6           |
| Поразка   | 5.   | 19 листопада 2000 | Ступава, Словаччина                     | Тверде (i) | Йоана Гаспар      | 3–5, 4–5(2), 2–4   |
| Поразка   | 6.   | 4 лютого 2001     | Стамбул, Туреччина                      | Тверде (i) | Мелінда Цінк      | 7–5, 1–6, 2–6      |
| Поразка   | 7.   | 29 липня 2001     | Памплона, Іспанія                       | Тверде (i) | Ніна Дюбберс      | 3–6, 6–3, 1–6      |
| Поразка   | 8.   | 9 грудня 2001     | Прага, Чехія                            | Тверде (i) | Лібуше Прушова    | 3–6, 3–6           |
| Поразка   | 9.   | 16 лютого 2003    | Саутгемптон, Велика Британія            | Тверде (i) | Кароліна Шпрем    | 1–6, 0–3 ret.      |
| Поразка   | 10.  | 16 березня 2003   | Каунас, Литва                           | Тверде (i) | Міхаела Паштікова | 3–6, 3–6           |

### Парний розряд (8–9)
| Результат | Ранг | Дата              | Турнір                      | Покриття   | Партнерка         | Суперниці                             | Рахунок              |
| --------- | ---- | ----------------- | --------------------------- | ---------- | ----------------- | ------------------------------------- | -------------------- |
| Перемога  | 1.   | 18 серпня 1996    | Ніколозі, Італія            | Тверде     | Луціє Штефлова    | Франке Йостен Аннемарі Міккерс        | 6–3, 6–4             |
| Поразка   | 1.   | 19 квітня 1998    | Кань-сюр-Мер, Франція       | Тверде     | Іветте Бастінг    | Гелен Крук Вікторія Девіс             | 3–6, 3–6             |
| Перемога  | 2.   | 9 травня 1998     | Пряшів, Словаччина          | Ґрунт      | Яна Лубасова      | Тетяна Ковальчук Ганна Запорожанова   | 6–2, 6–4             |
| Перемога  | 3.   | 31 травня 1998    | Зальцбург, Австрія          | Ґрунт      | Луціє Штефлова    | Хрістіна Фітц Штефані Вайс            | 6–1, 6–4             |
| Перемога  | 4.   | 18 липня 1998     | Чивітанова, Італія          | Ґрунт      | Яна Лубасова      | Х'яна Гутьєррес Деббі Гак             | 6–3, 6–4             |
| Поразка   | 2.   | 23 травня 1999    | Зальцбург, Австрія          | Ґрунт      | Сідні Схюрманс    | Мілена Неквапілова Гана Шромова       | 3–6, 4–6             |
| Поразка   | 3.   | 20 червня 1998    | Стамбул, Туреччина          | Тверде     | Андреа Шебова     | Джулія Казоні Кірстін Фрає            | 3–6, 3–6             |
| Поразка   | 4.   | 17 жовтня 1999    | Пльзень, Чехія              | Ґрунт      | Алена Пауленкова  | Габріела Хмелінова Ольга Виметалкова  | 1–6, 2–6             |
| Поразка   | 5.   | 25 листопада 1999 | Довіль (Кальвадос), Франція | Ґрунт (i)  | Майке Каутстал    | Клое Карлотті Віржині Піше            | 5–7, 4–6             |
| Перемога  | 5.   | 29 січня 2000     | Бостад, Швеція              | Тверде (i) | Гелена Вілдова    | Фріда Енґблом Еріка Ольссон           | 6–4, 6–2             |
| Поразка   | 6.   | 23 квітня 2000    | Простейов, Чехія            | Ґрунт      | Гелена Вілдова    | Міхаела Паштікова Ясмін Вер           | 6–3, 1–6, 6–7(10–12) |
| Перемога  | 6.   | 22 липня 2000     | Брюссель, Бельгія           | Ґрунт      | Сільвія Уріцкова  | Херальдін Айсенберг Шеллі Стефенс     | 7–6(8–6), 3–6, 6–1   |
| Поразка   | 7.   | 26 травня 2001    | Гімарайнш, Португалія       | Тверде     | Ленка Ценкова     | Галина Фокіна Ванесса Менга           | 2–6, 1–6             |
| Перемога  | 7.   | 16 вересня 2001   | Софія, Болгарія             | Ґрунт      | Ольга Виметалкова | Олена Антипіна Юліана Федак           | 6–3, 6–3             |
| Поразка   | 8.   | 24 березня 2002   | Сьюдад-Хуарес, Мексика      | Ґрунт      | Ольга Благотова   | Марія Кондратьєва Анастасія Родіонова | 3–6, 0–6             |
| Перемога  | 8.   | 26 жовтня 2002    | Ополе, Польща               | Килим (i)  | Eva Martinková    | Ольга Благотова Габріела Хмелінова    | 7–5, 7–6(7–5)        |
| Поразка   | 9.   | 2 березня 2003    | Острава, Чехія              | Тверде (i) | Галина Воскобоєва | Роберта Вінчі Драгана Зарич           | 2–6, 4–6             |